# Marokkó az 1988. évi nyári olimpiai játékokon
Marokkó a dél-koreai Szöulban megrendezett 1988. évi nyári olimpiai játékok egyik részt vevő nemzete volt. Az országot az olimpián 4 sportágban 27 sportoló képviselte, akik összesen 3 érmet szereztek.

## Érmesek
| Érem  | Versenyző       | Sportág   | Versenyszám    |
| ----- | --------------- | --------- | -------------- |
| Arany | Brahim Boutayeb | Atlétika  | Férfi 10 000 m |
| Bronz | Szaíd Avíta     | Atlétika  | Férfi 800 m    |
| Bronz | Abdel Hak Achik | Ökölvívás | Pehelysúly     |

## Atlétika
Férfi
| Versenyző             | Versenyszám    | Előfutam | Előfutam | Előfutam | Negyeddöntő | Negyeddöntő | Negyeddöntő | Elődöntő         | Elődöntő         | Elődöntő         | Döntő         | Döntő         |
| Versenyző             | Versenyszám    | Idő      | Hely.    | Össz.    | Idő         | Hely.       | Össz.       | Idő              | Hely.            | Össz.            | Idő           | Helyezés      |
| --------------------- | -------------- | -------- | -------- | -------- | ----------- | ----------- | ----------- | ---------------- | ---------------- | ---------------- | ------------- | ------------- |
| Faouzi Lahbi          | 800 m          | 1:47,82  | 1.       | 19.      | 1:47,32     | 7.          | 25.         | kiesett          | kiesett          | kiesett          | kiesett       | kiesett       |
| Szaíd Avíta           | 800 m          | 1:49,67  | 1.       | 38.      | 1:45,24     | 1.          | 2.          | 1:44,79          | 2.               | 4.               | 1:44,06       |               |
| Szaíd Avíta           | 1500 m         | 3:42,18  | 4.       | 24.      |             |             |             | nem állt rajthoz | nem állt rajthoz | nem állt rajthoz | kiesett       | kiesett       |
| Moustafa Lachaal      | 1500 m         | 3:39,20  | 5.       | 5.       |             |             |             | 3:45,65          | 12.              | 22.              | kiesett       | kiesett       |
| Abdel Majid Moncef    | 1500 m         | 3:41,73  | 6.       | 18.      |             |             |             | nem ért célba    | nem ért célba    | nem ért célba    | kiesett       | kiesett       |
| Brahim Boutayeb       | 10 000 m       | 28:17,61 | 1.       | 9.       |             |             |             |                  |                  |                  | 27:21,46      |               |
| Noureddine Sobhi      | Maraton        |          |          |          |             |             |             |                  |                  |                  | 2:19:56       | 30.           |
| Moustafa El-Nechchadi | Maraton        |          |          |          |             |             |             |                  |                  |                  | nem ért célba | nem ért célba |
| Abdel Aziz Sahère     | 3000 m akadály | kizárták | kizárták | kizárták |             |             |             | kiesett          | kiesett          | kiesett          | kiesett       | kiesett       |

Női
| Versenyző          | Versenyszám | Előfutam      | Előfutam      | Előfutam      | Negyeddöntő | Negyeddöntő | Negyeddöntő | Elődöntő | Elődöntő | Elődöntő | Döntő   | Döntő    |
| Versenyző          | Versenyszám | Idő           | Hely.         | Össz.         | Idő         | Hely.       | Össz.       | Idő      | Hely.    | Össz.    | Idő     | Helyezés |
| ------------------ | ----------- | ------------- | ------------- | ------------- | ----------- | ----------- | ----------- | -------- | -------- | -------- | ------- | -------- |
| Méryem Oumezdi     | 100 m       | 11,90         | 6.            | 46.*          | kiesett     | kiesett     | kiesett     | kiesett  | kiesett  | kiesett  | kiesett | kiesett  |
| Fatima Aouam       | 1500 m      | 4:06,87       | 8.            | 8.*           |             |             |             |          |          |          | 4:08,00 | 10.      |
| Fatima Aouam       | 3000 m      | nem ért célba | nem ért célba | nem ért célba |             |             |             |          |          |          | kiesett | kiesett  |
| El-Hassania Darami | 10 000 m    | 33:01,52      | 13.           | 28.           |             |             |             |          |          |          | kiesett | kiesett  |

* - egy másik versenyzővel azonos eredményt ért el

## Birkózás
Kötöttfogású
| Versenyző          | Versenyszám | Vigaszágas kiesés                                                                                              | Vigaszágas kiesés | Helyosztók        | Helyosztók        | Bronz- mérkőzés   | Döntő             | Helyezés    |
| Versenyző          | Versenyszám | Vigaszágas kiesés                                                                                              | Vigaszágas kiesés | 7. helyért        | 5. helyért        | Bronz- mérkőzés   | Döntő             | Helyezés    |
| Versenyző          | Versenyszám | Ellenfél Eredmény                                                                                              | Hely.             | Ellenfél Eredmény | Ellenfél Eredmény | Ellenfél Eredmény | Ellenfél Eredmény | Helyezés    |
| ------------------ | ----------- | --- | ----------------- | ----------------- | ----------------- | ----------------- | ----------------- | ----------- |
| Abderrahman Naanaa | 52 kg       | B csoport · I Dzseszok (Lee Jae-Seok) (KOR) · 2–17 · Peter Stjernberg (SWE) · 3–5                              | 7.                | kiesett           | kiesett           | kiesett           | kiesett           | helyezetlen |
| Kacem Bouallouche  | 57 kg       | A csoport · Az 1. fordulóban erőnyerő · Anthony Amado (USA) · kétvállas · Sztojan Balov (BUL) · 0–16           | 8.                | kiesett           | kiesett           | kiesett           | kiesett           | helyezetlen |
| Brahim Loksairi    | 62 kg       | A csoport · Habib Lakhal (TUN) · 2–1 · Mieczysław Tracz (POL) · passzivitás · Ike Anderson (USA) · passzivitás | 8.                | kiesett           | kiesett           | kiesett           | kiesett           | helyezetlen |
| Saïd Souaken       | 68 kg       | A csoport · Gustavo Manzur (ESA) · passzivitás · Nandor Sabo (YUG) · passzivitás · Tapio Sipilä (FIN) · 0–7    | 10.               | kiesett           | kiesett           | kiesett           | kiesett           | helyezetlen |
| Abdel Aziz Tahir   | 74 kg       | B csoport · Az 1. fordulóban erőnyerő · Roger Tallroth (SWE) · passzivitás · Takács János (HUN) · 1–7          | 5.                | kiesett           | kiesett           | kiesett           | kiesett           | helyezetlen |

## Cselgáncs
| Versenyző           | Versenyszám  | Csoport | Selejtező                      | 32-es főtábla                     | Nyolcaddöntő                    | Negyeddöntő       | Elődöntő          | Vigaszág nyolcaddöntő | Vigaszág negyeddöntő | Vigaszág elődöntő | Bronz- mérkőzés   | Döntő             | Helyezés |
| Versenyző           | Versenyszám  | Csoport | Ellenfél Eredmény              | Ellenfél Eredmény                 | Ellenfél Eredmény               | Ellenfél Eredmény | Ellenfél Eredmény | Ellenfél Eredmény     | Ellenfél Eredmény    | Ellenfél Eredmény | Ellenfél Eredmény | Ellenfél Eredmény | Helyezés |
| ------------------- | ------------ | ------- | ------------------------------ | --------------------------------- | ------------------------------- | ----------------- | ----------------- | --------------------- | -------------------- | ----------------- | ----------------- | ----------------- | -------- |
| Driss El-Mamoun     | Harmatsúly   | A       | Kamil Sabali (LIB) · 1101–0000 | Hussain Safar (KUW) · 0010–0000   | kiesett                         | kiesett           | kiesett           |                       |                      |                   |                   |                   | 14.      |
| Abdelhak Maach      | Könnyűsúly   | A       | erőnyerő                       | Kerrith Brown (GBR) · 0000–0001   | kiesett                         | kiesett           | kiesett           |                       |                      |                   |                   |                   | 19.*     |
| Ahmed Barbach       | Félnehézsúly | A       |                                | erőnyerő                          | Jacek Beutler (POL) · 0000–0100 | kiesett           | kiesett           |                       |                      |                   |                   |                   | 12.      |
| Abderrahim Lahcinia | Nehézsúly    | B       |                                | Frederico Flexa (BRA) · 0000–1001 | kiesett                         | kiesett           | kiesett           |                       |                      |                   |                   |                   | 19.      |

* - Az A csoportban szereplő, eredetileg bronzérmes brit Kerrith Brownt utólag kizárták, ezért Maach a 20. helyett a 19. helyen végzett.

## Ökölvívás
| Versenyző        | Versenyszám  | Selejtező                   | 32-es főtábla                 | Nyolcaddöntő              | Negyeddöntő                    | Elődöntő                    | Döntő             | Helyezés |
| Versenyző        | Versenyszám  | Ellenfél Eredmény           | Ellenfél Eredmény             | Ellenfél Eredmény         | Ellenfél Eredmény              | Ellenfél Eredmény           | Ellenfél Eredmény | Helyezés |
| ---------------- | ------------ | --------------------------- | ----------------------------- | ------------------------- | ------------------------------ | --------------------------- | ----------------- | -------- |
| Mahjoub M'jirih  | Papírsúly    | erőnyerő                    | Ochiryn Demberel (MGL) · 3:2  | Tom Chisenga (ZAM) · 5:0  | Leopoldo Serrantes (PHI) · RSC | kiesett                     | kiesett           | 5.       |
| Aissa Moukrim    | Légsúly      | erőnyerő                    | Benaissa Abed (ALG) · 2:3     | kiesett                   | kiesett                        | kiesett                     | kiesett           | 17.      |
| Mohamed Achik    | Harmatsúly   | Jimmy Mayanja (SWE) · 1:4   | kiesett                       | kiesett                   | kiesett                        | kiesett                     | kiesett           | 33.      |
| Abdel Hak Achik  | Pehelysúly   | erőnyerő                    | Frank Avelar (ESA) · 4:1      | Omar Catari (VEN) · KO    | Liu Tung (Liu Dong) (CHN) · KO | Giovanni Parisi (ITA) · RSC | kiesett           |          |
| Kamal Marjouane  | Könnyűsúly   | erőnyerő                    | Tommy Gbay (LBR) · 5:0        | Héctor Arroyo (PUR) · 3:2 | Nergüin Enkhbat (MGL) · 0:5    | kiesett                     | kiesett           | 5.       |
| Khalid Rahilou   | Kisváltósúly | Avaavau Avaavau (WSM) · RSC | Todd Foster (USA) · KO        | kiesett                   | kiesett                        | kiesett                     | kiesett           | 17.      |
| Abdellah Taouane | Váltósúly    | Đỗ Tiến Tuấn (VIE) · 5:0    | Siegfried Mehnert (GDR) · 0:5 | kiesett                   | kiesett                        | kiesett                     | kiesett           | 17.      |

RSC – a mérkőzésvezető megállította a mérkőzést